# ایستادن کنار تو
«ایستادن کنار تو» (انگلیسی: Standing Next to You) ترانه‌ای از خواننده اهل کره جنوبی، جونگ‌کوک از بی‌تی‌اس است. این ترانه در ۳ نوامبر ۲۰۲۳ به عنوان سومین تک‌آهنگ از نخستین آلبوم استودیویی او به نام طلایی (۲۰۲۳) منتشر شد. این ترانه به تاب ۱۰ جدول‌های موسیقی در کشورهای لیتوانی، هنگ کنگ، هند، اندونزی، لتونی، ژاپن، مالزی، پرو، فیلیپین، سنگاپور، تایوان و ایالات متحده قرار گرفت. این ترانه به چهارمین ترانه از جونگ‌کوک تبدیل شد که وارد تاب ۱۰ جدول تک‌آهنگ‌های بریتانیا می‌شود. یک ریمیکس از این ترانه توسط آشر در ۱ دسامبر ۲۰۲۳ منتشر شد که در نهمین آلبوم استودیویی او نیز حضور دارد.